# Rotating Equipment
Unter Rotating Equipment versteht man rotatorisch angetriebene Betriebsmittel in technischen Anlagen. Der Begriff findet unter Instandhaltern und Betreibern gelegentlich auch im deutschen Sprachgebrauch Verwendung. Zum Rotating Equipment zählen unter anderem Pumpen, Lüfter, Kompressoren und Turbinen. Viele dieser Aggregate werden von Elektromotoren angetrieben und sind im Unterschied zu anderen elektrischen Betriebsmitteln wie z. B. der Mess-, Steuer- und Regelungstechnik in hohem Maße für den Gesamtenergieverbrauch der Anlagen verantwortlich und wird daher bei der Erörterung der Energieeffizienz von technischen Anlagen unter diesem Sammelbegriff zusammengefasst. So richtet etwa der Verband Deutscher Maschinen- und Anlagenbau einmal pro Jahr die “International Rotating Equipment Conference – Pumpen und Kompressoren” aus. Maßnahmen zur Erhöhung von Energieeffizienz und Anlagenverfügbarkeit von Rotating Equipment sind häufig ähnlich und werden von den gleichen Dienstleistern angeboten (z. B. Energieeffizienzmanagement und Condition Monitoring).